# Regret
Regret es el primer disco recopilatorio del grupo de producción japonés de música electrónica I've Sound y el primer volumen de la serie de álbumes: Girls Compilation. Publicado el 24 de diciembre de 1999. Se trata de una colección de canciones incluidas en videojuegos para adultos. Las cantantes que intervienen en el disco son: AKI, Ayana, Eiko Shimamiya, Mary, Mell, MIKI y R.I.E..

## Canciones
1. MIKI: Fuck me (Canción de apertura de Hakidame trash)
Composición: Kazuya Takase
2. AYANA: Last regrets (Canción de apertura de Kanon)
Letra: Jun Maeda
Arreglos: Kazuya Takase
3. AKI: Soyokaze no Yukue (そよ風の行方) (Canción de apertura de X-change)
Composición: Kazuya Takase
4. Mary: I will (Canción de apertura de Sweet palace)
Letra: Die*juno
Composición : Tomoyuki Nakazawa
Arreglos: Kazuya Takase
5. AKI: Atarashii koi no katachi (新しい恋のかたち) (Canción de apertura de Ribbon 2)
Letra: Kai
Composición: F-ace
Arreglos: Kazuya Takase
6. MELL: Utsukushiku ikitai (美しく生きたい) (Canción de cierre de Hakidame trash)
Composición: Kazuya Takase
7. AKI: Sweet Koishikute (Sweet 〜恋しくて) (Ending de Sweet palace)
Composición: Kazuya Takase
8. R.I.E.: Kisetsu no shizuku (季節の雫) (Canción de apertura de Pile driver)
Composición: Kazuya Takase
9. MIKI: Dream to new world (Canción de apertura de Costume)
Composición: Kazuya Takase
10. AKI: One small day (Segunda canción de cierre de Sweet palace)
Composición: Kazuya Takase
11. Mary: Croos talk (Canción de cierre de Tsugunai)
Composición: Kazuya Takase
12. AYANA: Kaze no tadoritsuki basho (風の辿り着く場所) (Canción de cierre de Kanon)
Letra: Jun Maeda
Composición: Shinji Orito
Arreglos: Kazuya Takase
13. Eiko Shimamiya: Last regrets X-mas floor style (Canción inserta en Kanon)
Letra: Jun Maeda
Arreglos: Kazuya Takase

- Datos: Q928062